# Les Gorilles de madame Petrovna
Pour plus de détails, voir Fiche technique et Distribution.
Les Gorilles de madame Petrovna (The Intelligence Men) est une comédie d'espionnage britannique réalisée par Robert Asher et sortie en 1965.

## Synopsis
Dans son café londonien, Eric sert allègrement du café noir à un homme à l'air sinistre lorsque celui-ci tente de le persuader de se souvenir d'un air. Malheureusement, Eric est sourd d'oreille. Ernie Sage entre dans le café et Eric essaie de lui faire identifier l'air, sans grand succès. Finalement, Sage se rend compte qu'il pourrait s'agir d'une visite prochaine d'une délégation commerciale russe et d'une tentative d'assassinat par une organisation connue sous le nom de « SCHLECHT » (une parodie du SPECTRE des films de James Bond ; le mot signifie « mauvais » ou « maléfique » en allemand, bien qu'il y ait peu de preuves d'une implication allemande dans le sabotage de cette mission).
Il en fait part à ses supérieurs du renseignement militaire (bien qu'il ne soit guère plus qu'un employé de bureau), et ceux-ci acceptent à contrecœur que seul Eric, qui a entendu la mélodie, puisse les mener au cœur de l'intrigue. Eric est persuadé de se faire passer pour un agent britannique — le Major Cavendish, récemment décédé — qui a réussi à infiltrer le SCHLECHT. Après quelques intermèdes comiques, l'air est identifié et l'intrigue bascule sur une représentation du Lac des cygnes dans le lieu prévu pour l'assassinat, où la ballerine russe Madame Petrovna est en grand danger.
Cette partie contient certains des moments les plus drôles du film : par exemple, Eric, qui se fait passer pour un Russe, adopte un lourd accent écossais ; et pendant la représentation de ballet elle-même, Eric et Ernie, vêtus de costumes égyptiens, se mêlent à la danse des petits cygnes. Enfin, le méchant est démasqué et tout se termine bien.

## Fiche technique
- Titre français : Les Gorilles de madame Petrovna[1]
- Titre original anglais : The Intelligence Men[2]
- Réalisateur : Robert Asher
- Scénario : Dick Hills et Sid Green, Peter Blackmore
- Photographie : Jack Asher
- Montage : Gerry Hambling
- Musique : Philip Green
- Production : Joseph-Arthur Rank, Earl St. John, Hugh Stewart
- Société de production : The Rank Organisation
- Pays de production :  Royaume-Uni
- Langue originale : anglais britannique
- Format : Couleur par Eastmancolor - 1,66:1 - Son mono - 35 mm
- Durée : 104 minutes
- Genre : comédie d'espionnage
- Dates de sortie :
  - Royaume-Uni : 13 avril 1965
  - France : 27 décembre 1967[1]

## Distribution
- Eric Morecambe : Eric
- Ernie Wise : Ernie Sage
- William Franklyn : Colonel Grant
- April Olrich : Madame Petrovna
- Gloria Paul : Gina Carlotti
- Richard Vernon : Sir Edward Seabrook
- David Lodge (en) : régisseur
- Jacqueline Jones : Karin
- Terence Alexander : Reed
- Francis Matthews : Thomas
- Warren Mitchell : Prozoroff
- Peter Bull : Philippe
- Tutte Lemkow : agent SCHLECHT
- Brian Oulton : l'homme au panier à linge
- Michael Peake : l'étranger sinistre